# Malin Altherr
Malin Altherr (* 14. Februar 2003) ist eine Schweizer Handballspielerin. Sie spielt für den LC Brühl Handball und die Schweizer Nationalmannschaft.

## Karriere

### Im Verein
Da ihre Mutter Handballtrainerin war und bereits ihre ältere Schwester Handball spielte, kam Malin Altherr bereits in den frühesten Kindheitsjahren mit dem Handballsport in Berührung. Beim HC Wittenbach spielte sie erstmals in einem Verein, ehe sie im Alter von sieben Jahren zum LC Brühl Handball wechselte, wo sie alle Juniorinnenstufen durchlief. Bereits mit 15 Jahren kam sie erstmals in der ersten Mannschaft zum Einsatz. Noch im selben Jahr erhielt sie ein Angebot vom TuS Metzingen aus der Bundesliga, das sie jedoch ablehnte, um ihre Ausbildung weiterführen zu können. Seit der Saison 2019/20 gehört sie fest zum Kader der ersten Mannschaft des LC Brühl. In den Saisons 2020/21 und 2021/22 war sie Topscorerin der Brühlerinnen. In den Saisons 2022/23 und 2023/24 gewann sie mit dem Verein jeweils das Double aus Meisterschaft und Cup. 2024 war sie als eine von drei Spielerinnen für den Swiss Handball Award als MVP (Most Valuable Player) der Saison nominiert. Zu Beginn der Saison 2024/25 fiel Altherr wegen einer Gehirnerschütterung aus, sie kehrte Mitte Oktober aufs Spielfeld zurück. Am Ende der Saison gewann der LC Brühl erneut die Meisterschaft.

### In der Nationalmannschaft
2019 gewann sie mit dem Team der U17 die EHF Championship.
Nach 24 Einsätzen in den Nachwuchs-Nationalmannschaften kam Altherr am 30. November 2018 beim WM-Qualifikationsspiel gegen Litauen zu ihrem ersten Einsatz in der Schweizer A-Nationalmannschaft – als bis dahin jüngste Spielerin. Mit drei Treffern in ihrem ersten Spiel führte sie sich gleich erfolgreich ein. Sie nahm an der Europameisterschaft 2022 teil, bei der die Schweiz nach der Vorrunde ausschied. Auch bei der Europameisterschaft 2024 stand sie im Kader. Im zweiten Spiel der Hauptrunde kam Altherr zum ersten Mal zum Einsatz.
Bei den Juniorinnen nahm sie zudem 2021 an der U-19-Europameisterschaft teil und 2022 an der U-20-Weltmeisterschaft. Bei letzterer kam sie in der Vorrunde zu drei Einsätzen und schoss neun Tore. Drei Treffer steuerte sie zum entscheidenden Vorrundensieg gegen Gruppenfavorit Kroatien bei. Nach einer Ansteckung mit dem Coronavirus musste sie das Turnier frühzeitig verlassen.

## Leben
Altherr lebt in Muolen. Sie hat die Fachmittelschule mit Schwerpunkt Pädagogik abgeschlossen und absolviert seit September 2022 an der Pädagogischen Hochschule ein dreijähriges Studium zur Primarlehrerin.

## Erfolge
- Schweizer Meister: 2019, 2023, 2024, 2025
- Schweizer Cup: 2023, 2024
- Schweizer SuperCup: 2019, 2021, 2023, 2024